# Limbourgeois
Cet article possède un paronyme, voir Limbourg (homonymie).
Le limbourgeois est une langue issue du groupe germano-néerlandais.

## Classification
Le limbourgeois est une langue germanique occidentale. Il appartient donc, comme le néerlandais, à la branche bas-francique du bas allemand. Cependant, c'est une variante bas-francique qui se distingue clairement d'autres variantes comme le brabançon et le hollandais ; par exemple, le limbourgeois a au cours de son histoire partiellement été touché par la seconde mutation consonantique, et ainsi la plupart des dialectes limbourgeois utilisent à la première personne du singulier le pronom personnel ich (je) au lieu de ik.

## Répartition géographique
Pour faire court, le limbourgeois est parlé dans la région qui s'étend entre Eupen, Düsseldorf, Aix-la-Chapelle, Maastricht, Venlo et Hasselt.

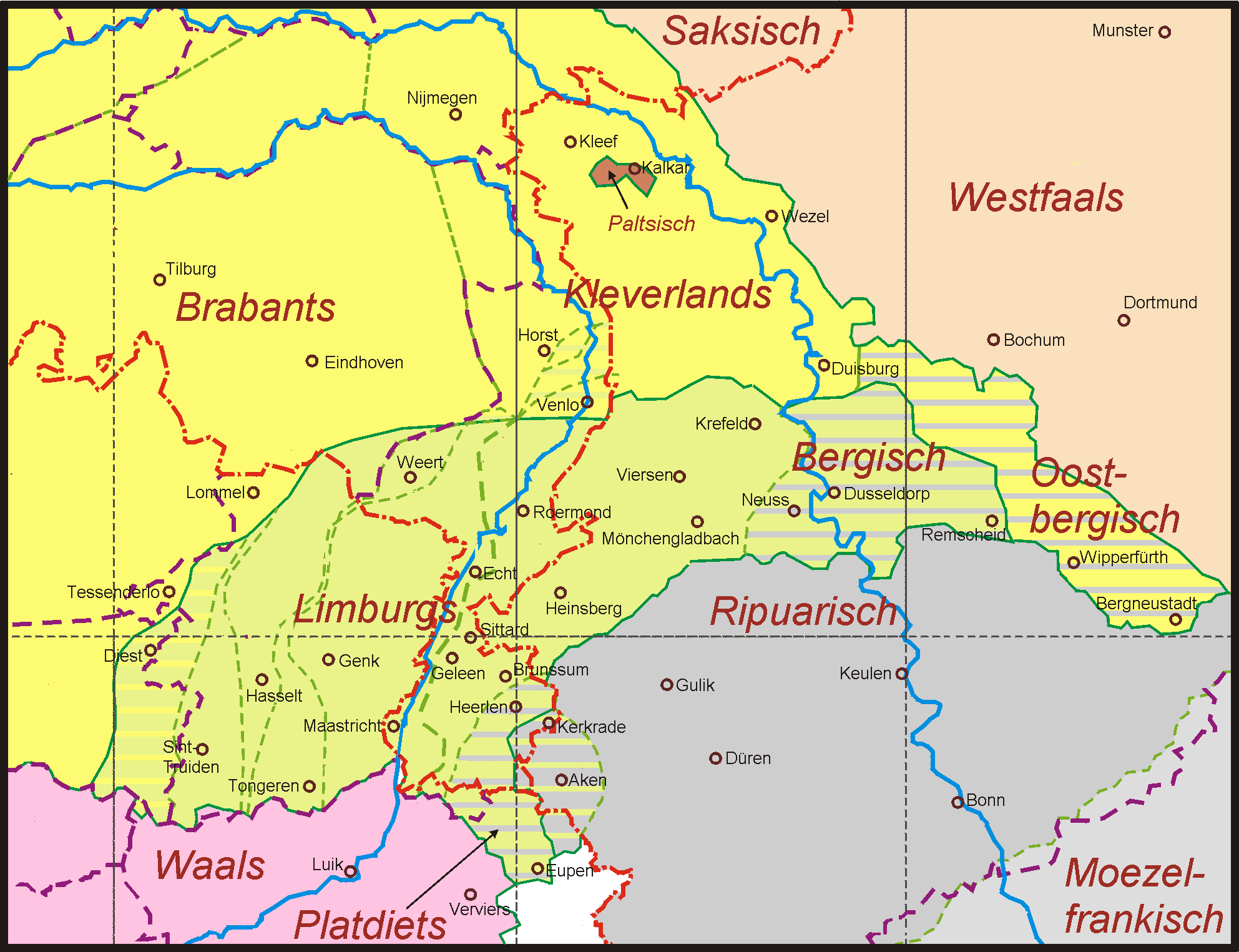
Le Limbourgeois (Limburgs) ci-dessus en vert.

### Statut officiel
- Aux Pays-Bas, la langue est reconnue depuis le 19 mars 1997 comme étant une langue régionale dans la province du Limbourg.
- En Belgique, elle est reconnue par la Communauté française comme étant une langue régionale endogène.

## Phonologie

### Consonnes
Le limbourgeois possède les consonnes suivantes :
|           | Bilabiale | Bilabiale | Labiodentale | Labiodentale | Alvéolaire | Alvéolaire | Post-alvéolaire | Post-alvéolaire | Palatale | Palatale | Vélaire | Vélaire | Glottale | Glottale |
| --------- | --------- | --------- | ------------ | ------------ | ---------- | ---------- | --------------- | --------------- | -------- | -------- | ------- | ------- | -------- | -------- |
| Nasale    |           | m         |              |              |            | n          |                 |                 |          | ɲ        |         | ŋ       |          |          |
| Occlusive | p         | b         |              |              | t          | d          |                 | ɖ               | c        |          | k       | ɡ       | ʔ        |          |
| Spirante  | w         |           |              |              |            | ð          |                 |                 |          | j        |         |         |          |          |
| Affriquée |           |           |              |              |            |            |                 | dʒ              |          |          |         |         |          |          |
| Fricative |           |           | f            | v            | s          | z          | ʃ               | ʒ               | ç        | ʝ        | x       | ɣ       | h        | ɦ        |
| Roulée    |           |           |              |              |            | r          |                 |                 |          |          |         |         |          |          |
| Latérale  |           |           |              |              |            | ɫ, l       |                 |                 |          | ʎ        |         |         |          |          |

### Voyelles
Le limbourgeois possède les monophtongues suivantes :

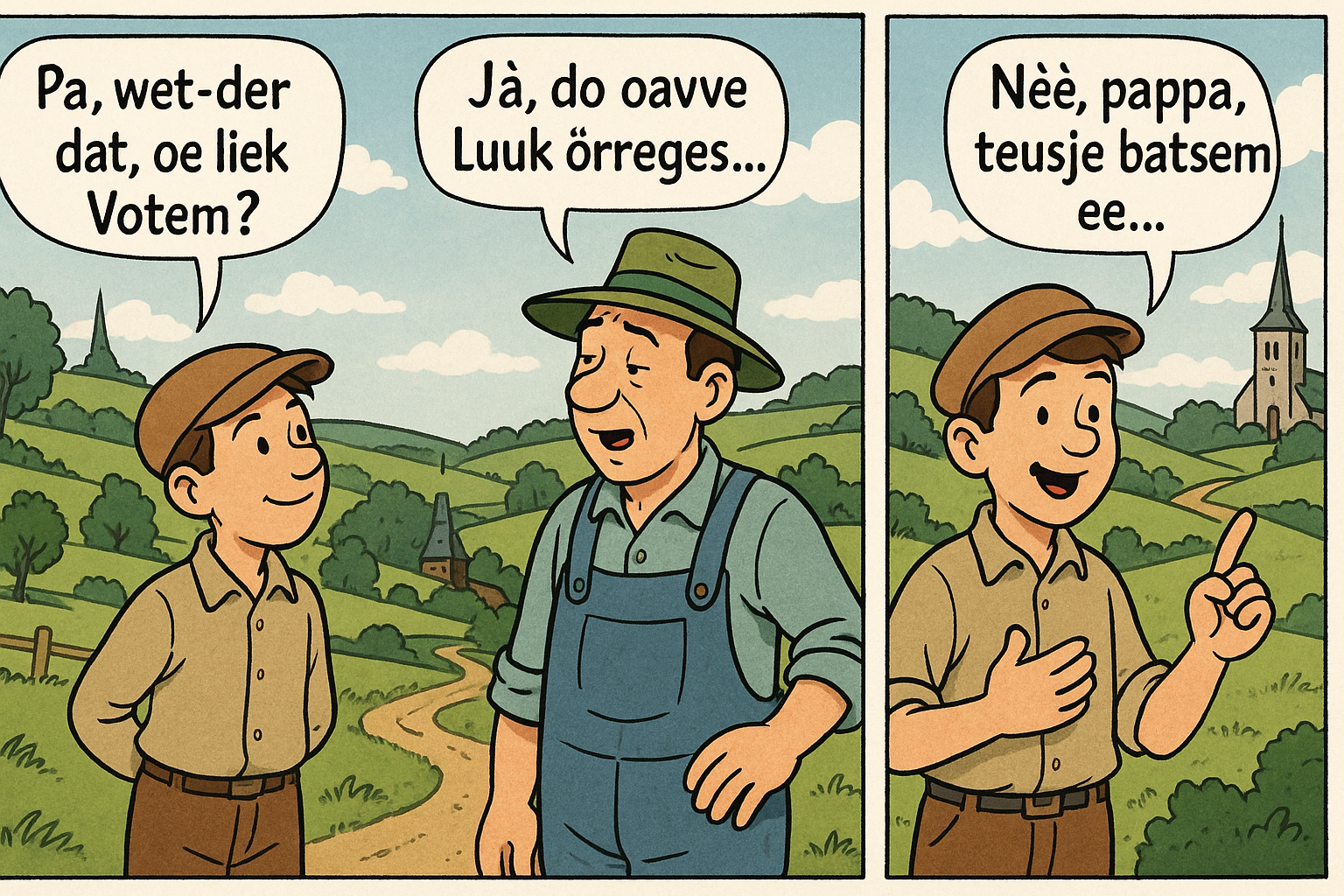
Dit le fils "Pa, sais-tu où se trouve Vottem", puis le papa "ben oui, quelque part au-dessus de Liège". "Mais non, papa, entre les fesses". Explication: en limbourgeois "vot" signifie le cul.

|             | Antérieure   | Centrale | Postérieure |
| ----------- | ------------ | -------- | ----------- |
| Fermée      | i iː y yː    |          | u uː        |
| Pré-fermée  | ɪ            |          |             |
| Mi-fermée   | e eː ø øː    |          | oː o        |
| Moyenne     |              | ə        | ɔ           |
| Mi-ouverte  | ɛ ɛː œ œː œ̃ː |          | ɔː ɔ̃ː       |
| Pré-ouverte | æ æ̃ː         |          |             |
| Ouverte     | a aː         |          | ɑ ɑː ɑ̃ː     |

## Écriture
Le limbourgeois utilise l'alphabet latin.

## Prononciation
De même que par exemple le suédois, le limbourgeois est une langue à accent de hauteur : les syllabes accentuées peuvent se prononcer avec deux intonations distinctes qui peuvent établir des distinctions de sens. Par exemple, tandis que [daːx˦˨˧] daa~g veut dire « un jour », [daːx˦˨] daa\g veut dire « plusieurs jours ».

## Grammaire

### Pluriel
Pour former le pluriel, le limbourgeois se sert — comme l'allemand — souvent de l'apophonie ; on modifie l'articulation de la voyelle centrale. Cet usage de l'umlaut se retrouve un peu partout au Limbourg. Dans le Maasland (pays de la Meuse) à l'est, on rencontre des pluriels de ce type :
- 'ne broor (un frère) - twie breur (deux frères).

Il se sert aussi de la tonalité :
- 'ne sjoon (un soulier) - twie sjoon (deux souliers).

Et au nord, même dans une région où l'on parle le limbourgeois occidental, on se sert de l'apophonie pour former le pluriel de certains substantifs :
- e book (un livre) - twie beuk (deux livres) ;
- e sjaop (un mouton) - twie sjäöp (deux moutons - le « äö » se prononce comme dans beurre[pas clair]).

## Lexique
Le parler de Maastricht, le Mestreechs, et plusieurs autres dialectes du Limbourg belge contiennent toujours de nombreux mots français, comme sjomaas (« chômage » orthographié à la néerlandaise) et bougie.

## Exemples
Huuj gaon ich e bietje/bietsjke later. (limbourgeois)
Aujourd'hui je vais un peu plus tard.
Aujourd'hui je m'en vais un peu plus tard.
Heden ga ik een beetje later. (néerlandais)
 Je vais aujourd'hui un peu plus tard.
" Aujourd'hui je m'en vais un peu plus tard."
Heute gehe ich ein bisschen später. (allemand)
 Je vais aujourd'hui un peu plus tard.
" Aujourd'hui je m'en vais un peu plus tard."
I go a little (ou a bit) later today. (anglais)
 Je vais un peu plus tard aujourd'hui .
" Aujourd'hui je m'en vais un peu plus tard."